# German Schierbeck
German Schierbeck (Copenhaguen 1842 – Barcelona 1912) Cònsol general de Dinamarca a Barcelona i un dels promotors de l'anomenat eixample de Puigcerdà al S. XIX i de la construcció del Parc Schierbeck.
Fill de Guillem Schierbeck, qui fou conseller reial d'Estat de Dinamarca, cursà els seus estudis a la Universitat d'Elzene. A l'edat de 22 anys arribà a Barcelona i als 23 fou nomenat Cònsol general de Dinamarca a Barcelona.
Dins de la seva vessant empresarial, establí relacions comercials amb els centres cotoners més importants del món i aconsellà a moltes empreses i companyies ferroviàries com les de Saragossa–Carinyena, Lleida-Palafrugell, Sevilla, Sant Joan de les Abadesses i la carbonífera de Tremp, la qual cosa li valgué un gran prestigi dins del món bancari, essent nomenat director de la Catalana General de Crèdit.
La seva vinculació amb Puigcerdà començà l'any 1866, amb la primera visita que realitzà a la Vila. Més tard adquiriria una finca on es feu construir una casa que anomenaria Ro de Rigolisa i que convertí, amb els anys, en una important explotació agrícola i ramadera i on destacà en la cria de cavalls de carreres.
El seu caràcter socialment obert i participatiu el portà a formar part de tota mena de manifestacions agrícoles, pecuàries, turístiques i urbanístiques de la Vila.
En aquest sentit, donà tota mena de facilitats pel millorament públic i urbanístic de Puigcerdà. Exemples d'això són el millorament del camí de Llívia dut a terme el 1900, la compra dels terrenys per la creació d'una urbanització i el seu corresponent vial que actualment du el seu nom i, la més important de totes, la compra dels terrenys adjacents al l'estany de Puigcerdà per construir-hi un parc que també du el seu nom. Aquests projectes foren acabats anys després de la seva mort. Amb presència de la seva filla Maria Schierbeck Esclús el 7 de setembre de 1924 s'inaugurava l'avinguda Schierbeck i el 9 de setembre de l'any següent el parc.
Al llarg de la seva vida li foren concedides la Creu de Carles III, la Placa i la Creu d'Isabel la Catòlica i el 1902, el monarca danès el nomenà reial conseller d'estat.